# Somos Livros
Somos Livros é uma editora brasileira de não ficção. É uma casa editorial derivada da DarkSide Books que foca no público adulto interessado em filosofia, mitologia, desenvolvimento pessoal, saúde, educação, ciência e psicologia. Em 26 de janeiro de 2022, a Somos Livros paralisou suas atividades indefinidamente.

## Histórico
Segundo seus fundadores, a Somos Livros é um desejo antigo, onde pudessem tratar de temas e autores que não caberiam na proposta editorial da DarkSide Books.
O nome da editora remete à ideia de que o aprendizado só pode ser construído de forma coletiva, com cada pessoa, ou campo do saber, dando a sua respectiva contribuição.
Fundada em agosto de 2021, a editora anunciou lançamebto no mercado de cinco a sete livros por semestre e chegou ao mercado com os primeiros sete livros:
- O Pequeno Manual Estoico, de Jonas Salzgeber;
- Ser Estoico: Eterno Aprendiz, de Ward Farnsworth;
- A Casa Amarela, de Sarah M. Broom;[5]
- Amanhã Hoje é Ontem, de Daniella Zupo;
- Luz no Caminho, de Mabel Collins, com tradução de Fernando Pessoa;
- TAB: Transtorno Afetivo Bipolar, de Kay Redfield;
- Luto Sem Medo, de Max Porter